# Muscida
Muscida (ο UMa / ο Ursae Majoris / Omicron Ursae Majoris) è una stella della costellazione dell'Orsa Maggiore. Essa rappresenta il muso dell'Orsa. La sua magnitudine apparente è +3,36 e dista 185 anni luce dal sistema solare.

## Osservazione
Si tratta di una stella situata nell'emisfero celeste boreale. La sua posizione è fortemente boreale e ciò comporta che la stella sia osservabile prevalentemente dall'emisfero nord, dove si presenta circumpolare anche da gran parte delle regioni temperate; dall'emisfero sud la sua visibilità è invece limitata alla fascia tropicale e risulta invisibile più a sud della latitudine 30° S. La sua magnitudine pari a 3,35 fa sì che possa essere scorta anche dai piccoli centri urbani senza difficoltà, sebbene un cielo non eccessivamente inquinato sia maggiormente indicato per la sua individuazione.
Il periodo migliore per la sua osservazione nel cielo serale ricade nei mesi compresi fra febbraio e giugno; nell'emisfero nord è visibile anche per un periodo maggiore, grazie alla declinazione boreale della stella, mentre nell'emisfero sud può essere osservata limitatamente durante i mesi dell'autunno australe.

## Caratteristiche fisiche
Muscida è una gigante gialla di tipo spettrale G5III; ha un raggio 15 volte più grande di quello solare, con una massa tripla rispetto al Sole. La stella è anche una variabile di tipo sconosciuto con un periodo di 358 giorni, durante i quali la sua magnitudine varia da +3,3 a +3,8.
Muscida ha una debole compagna di classe M1 a 7 secondi d'arco. Nonostante non si sia ancora potuto osservare nessun movimento orbitale dovrebbe essere fisicamente legata alla principale; da questa dista circa 400 UA e il suo periodo orbitale è di oltre 4000 anni.

## Sistema planetario
Attorno a Muscida orbita un gigante gassoso scoperto nel 2012, con il metodo della velocità radiale.
Muscida b possiede una massa minima di 4,1 MJ. Completa un'orbita in circa 1.630 giorni terrestri (circa quattro anni e mezzo), ad una distanza media dalla stella di 3,9 UA. L'eccentricità dell'orbita non è stata determinata.

### Prospetto del sistema
Segue un prospetto dei componenti del sistema planetario di 18 Delphini, in ordine di distanza dalla stella.
| Pianeta | Tipo            | Massa    | Periodo orb. | Sem. maggiore | Scoperta |
| ------- | --------------- | -------- | ------------ | ------------- | -------- |
| b       | gigante gassoso | > 4,1 MJ | 1630 giorni  | 3,9 UA        | 2012     |